# Capenda-Camulemba
Capenda-Camulemba es un municipio de la provincia de Lunda Norte en Angola. En julio de 2018 tenía una población estimada de 65 688 habitantes.
Se encuentra ubicado al noreste del país, entre el curso alto del río Kwango, al oeste, y el río Kasai, al este, y cerca de la frontera con República Democrática del Congo.